# Sistema de reservas por computador
Os Sistemas de reservas por computador (do inglês Computer reservations system, CRS), são sistemas informatizados cujo principal objectivo é gerir, e armazenar, as transações (ou reservas) relacionadas com as viagens dos cidadãos. Originalmente desenvolvidas e utilizadas pelas companhias aéreas, mais tarde seriam também adoptados pelas agências de viagens como principal meio de vendas.
Os principais CRS que reservam, e vendem, as passagens aéreas, para várias companhias aéreas, designam-se por GDS (Global Distribution Systems, ou Sistemas de Distribuição Globais). Atualmente, os GDS são largamente utilizados pelas companhias aéreas, como meio de vendas, e muitos dos sistemas têm acesso via internet, para o cidadão comum, podendo ser utilizados para reservar hoteis, automóveis e outros serviços, tal como os bilhetes de avião.

## Breve história dos CRS
Os CRS nasceram na década 60, desenvolveram-se rapidamente no principio da década de 80 por iniciativa da companhias aéreas, mas posteriormente foram adotados pelas cadeias hoteleiras e pelos operadores turísticos que neles encontraram um precioso meio para melhorar a gestão das suas reservas que constitui um factor fundamental para o seu negocio.

## Principais sistemas de reservas
- Amadeus
- Galileo
- Sabre
- Worldspan
- Navitaire
- TTI Brasil